# بارهنگ پشمالو
بارهنگ پشمالو (نام علمی: Plantago evacina) یکی از گونه‌های سرده بارهنگ است.